# 季子女王
季子女王（すえこじょおう、1898年〈明治31年〉11月2日 - 1914年〈大正3年〉7月17日）は、日本の皇族。閑院宮載仁親王の第3女子。母は、三条実美公爵令嬢・智恵子。身位は女王で、皇室典範における敬称は殿下。腎臓病によって、15歳で夭折した。

## 経歴
- 1898年（明治31年）11月2日 - 閑院宮載仁親王と同妃智恵子の第3女子（第4子）として誕生。
- 1905年（明治38年） - 跡見女学校入学[1]。
- 1913年（大正2年） - 交腎臓炎を患い静養する[2]。
- 1914年（大正3年）7月1日 - 発熱し食欲もなく頭痛と吐気を催す[2]。
  - 7月8日 - この頃から脳症状に悩まされる[2]。
  - 7月12日 - 夜に睡眠状態に陥いり時々上肢に痙攣をおこす[2]。
  - 7月13日 - 午前に一時意識を取り戻し目覚める[2]。
  - 7月14日 - 夜に再び昏睡状態に陥り脈拍不振で呼吸も浅くなる[2]。
  - 7月15日 - 午後9時頃に上半身に痙攣をおこす[2]。
  - 7月16日 - 午後11時10分に危篤に陥る[2]。
  - 7月17日 - 午前0時10分に心臓麻痺により薨去[2]。満15歳没。
  - 7月20日 - 午前10時30分に大正天皇の勅使として侍従の大炊御門家政が閑院宮邸へ遣わされ幣帛、神饌等を賜る[3]。
  - 7月21日 - 午前7時30分に大正天皇の代拝として侍従の落合為誠を、貞明皇后の代拝として皇后宮事務取扱の原恒太郎を閑院宮邸へ遣わす[3]。
  - 7月22日 - 午前6時30分に閑院宮邸を出棺し東京都文京区の豊島岡墓地で葬儀が行われる[4]。
    - 午前9時に大正天皇より侍従の日根野要吉郎を、貞明皇后より皇后宮事務取扱の原恒太郎を遣わし玉串を供せる[3]。
    - 午後2時20分に葬儀が済まされた[3]。

## 親族
- 父：閑院宮載仁親王
- 母：載仁親王妃智恵子
- 兄弟姉妹：篤仁王 - 恭子女王 - 茂子女王 - 季子女王 - 春仁王 - 寛子女王 - 華子女王

## 栄典
- 1914年（大正3年）7月17日 - 勲二等宝冠章[5]